# Undinella simplex
Undinella simplex är en kräftdjursart som beskrevs av Wolfenden. Undinella simplex ingår i släktet Undinella och familjen Tharybidae. Inga underarter finns listade i Catalogue of Life.